# Arixiuna longula
Arixiuna longula là một loài bọ cánh cứng trong họ Cerambycidae.